# Parafia Najświętszej Maryi Panny Świętogórskiej w Głogówku
Parafia Najświętszej Maryi Panny Świętogórskiej w Głogówku – rzymskokatolicka parafia, należąca do dekanatu gostyńskiego. Erygowana w 2000. Obsługiwana jest przez księży Filipinów. Kościół parafialny (Bazylika na Świętej Górze) zbudowany w latach 1675–1698. Mieści się pod numerem 15.